# Цвітненська сільська рада
| Цвітненська сільська рада — колишній орган місцевого самоврядування у Олександрівському районі Кіровоградської області з адміністративним центром у с. Цвітне. Сільській раді підпорядковані населені пункти: - с. Цвітне - с. Ружичеве |

## Склад ради
Рада складається з 12 депутатів та голови.

### Керівний склад ради
| ПІБ                            | Основні відомості                                                         | Дата обрання | Дата звільнення |
| ------------------------------ | ------------------------------------------------------------------------- | ------------ | --------------- |
| Головченко Володимир Кузьмович | Сільський голова, 1953 року народження, освіта, безпартійний              | 26.03.2006   | 31.10.2010      |
| Ліхненко Віктор Пилипович      | Сільський голова, 1959 року народження, освіта вища, член народної партії | 31.10.2010   |                 |

Примітка: таблиця складена за даними джерела

## Населення
Згідно з переписом УРСР 1989 року чисельність наявного населення сільської ради становила 1569 осіб, з яких 614 чоловіків та 955 жінок.
За переписом населення України 2001 року в сільській раді мешкало 1180 осіб.

### Мова
Розподіл населення за рідною мовою за даними перепису 2001 року:
| Мова       | Відсоток |
| ---------- | -------- |
| українська | 96,27 %  |
| російська  | 3,73 %   |